# Rosenkranz-Basilika (Buenos Aires)

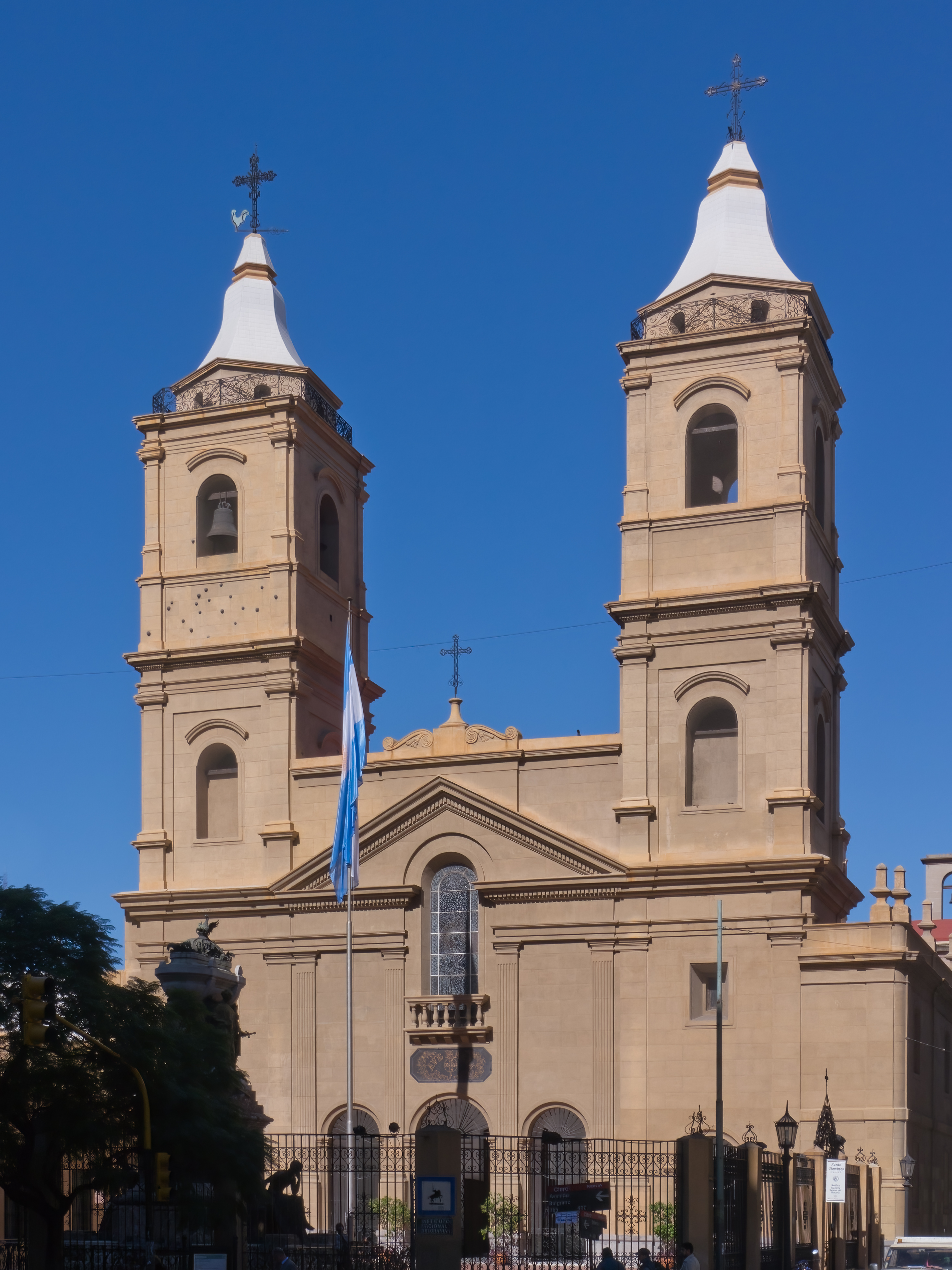
Rosenkranzbasilika, Buenos Aires

Die Rosenkranzbasilika (spanisch Basílica de Nuestra Señora del Rosario) ist eine römisch-katholische Klosterkirche im Stadtteil Monserrat von Buenos Aires, Argentinien. Die Kirche des Klosters Santo Domingo (spanisch Convento Santo Domingo) im Erzbistums Buenos Aires trägt den Titel einer Basilica minor. Vor der Dominikanerkirche aus dem 18. Jahrhundert an der Avenida Belgrano befindet sich das Mausoleum des Generals Manuel Belgrano. Die Anlage ist als Nationales historisches Monument geschützt.

## Geschichte
Obwohl die Dominikaner seit 1606 den Standort der jetzigen Basilika Unserer Lieben Frau vom Rosenkranz und des Klosters Santo Domingo besaßen, wurde erst 1751 mit dem Bau des heutigen Gebäudes begonnen, das von dem Turiner Architekten Antonio Masella entworfen wurde. Am 29. Juni wurde der Grundstein der Kirche gelegt, aber die Arbeiten kamen aufgrund von Meinungsverschiedenheiten zwischen dem Architekten und dem Orden nicht stetig voran. Erst bis 1762 wurden sie mit Juan de Lezica y Torrezuri als Förderer bis 1779 wieder aufgenommen. Die Kirche wurde am 17. Oktober 1783 ohne Fertigstellung geweiht, während der Architekt Manuel Álvarez Rocha die Arbeit von Masella fortsetzte. Im folgenden Jahr wurde der Ostturm fertiggestellt. Am 11. Februar 1792, als die notwendigen Spenden gesammelt waren, wurde mit der Gründung des Klosters von Santo Domingo begonnen. Es wurde um 1805 fertiggestellt, wie aus dem Fehlen einer Aufzeichnung der Ausgaben für diese Arbeit nach diesem Jahr abgeleitet werden kann.
Während der englischen Invasionen am 27. Juni 1806 eroberten die von General William Beresford angeführten Invasionstruppen Buenos Aires. Nach deren Vertreibung übergab Santiago de Liniers die Fahnen der englischen Truppen, die seitdem in der Kirche stehen. Bei der nächsten Invasion am 2. Juli 1807 verschanzten sich die Engländer in der Schlacht von Santo Domingo im Kloster, das durch viele Kanonenkugeln zerstört wurde. Holzklötze erinnern in der Fassade an die entfernten Kanonenkugeln.
Mit dem Kirchenreformgesetz vom Dezember 1822 wurden die Klöster enteignet und die Dominikaner wurden aus dem Land vertrieben, das Kloster wurde ab 1826 als Museum für Naturgeschichte genutzt. Im oberen Teil der Kirche wurden auch ein astronomisches Observatorium und ein meteorologisches Büro eingerichtet. Die Aufzeichnungen des italienischen Gelehrten Ottaviano Fabrizio Mossotti zu einer Sonnenfinsternis und zum Enckeschen Komet wurden von der Royal Astronomical Society in London veröffentlicht. 

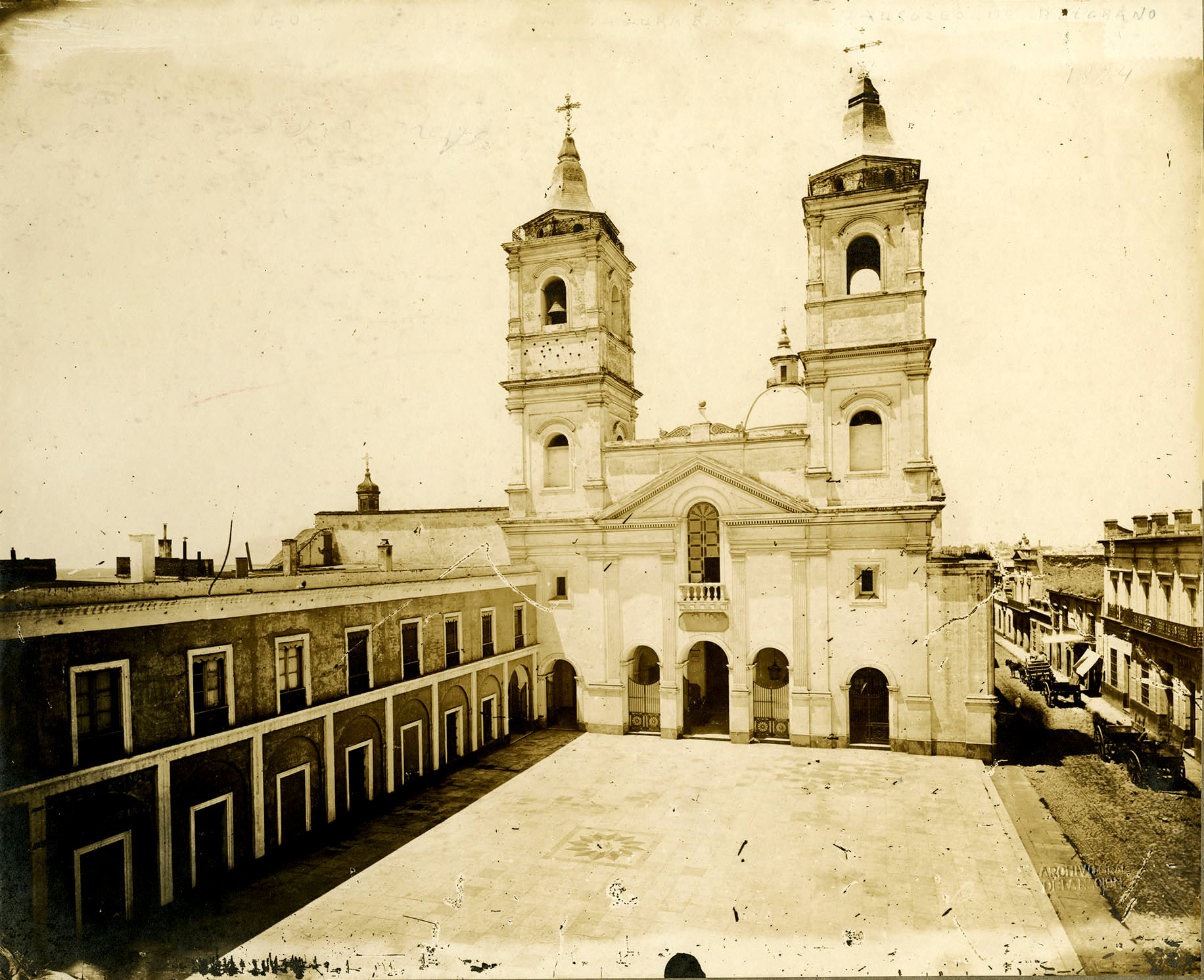
Die Kirche Unserer Lieben Frau vom Rosenkranz und das Kloster Santo Domingo, Fotografie von Alejandro Witcomb, vom Ende des 19. Jahrhunderts, mit der bereits von Plou umgebauten Fassade, aber ohne das Belgrano-Mausoleum.

Unter Juan Manuel de Rosas kamen die Dominikaner nach einem Dekret von 1835 wieder nach Argentinien und erhielten das Kloster zurück. 1849 wurde der Westturm fertiggestellt. Der Keller hinter dem Chor stammt aus dem Jahr 1873, die Sakristei und die Kapellen San Vicente und Rosario aus dem Jahr 1885. 1894 modifizierte das Architekturbüro Auguste Plou y Oliver die Kirche, indem die ursprüngliche Überdachung umgestaltet und ihm eine durchbrochene Fassade gegeben wurde.

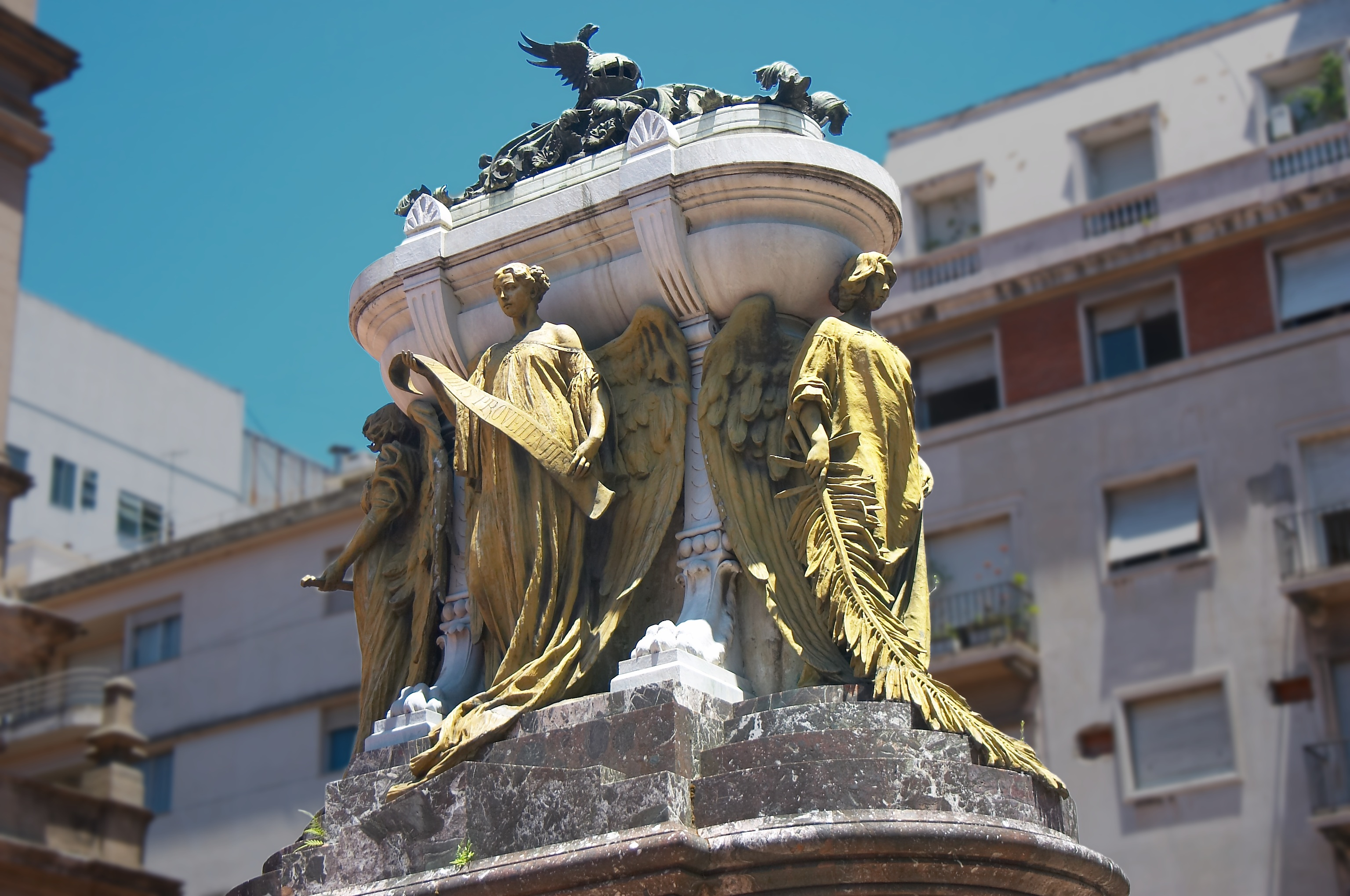
Das Mausoleum von Manuel Belgrano im Atrium der Basilica del Rosario

Ein Mausoleum im Atrium der Kirche wurde 1897 vom Bildhauer Ettore Ximenes geschaffen. In die 1903 eingeweihte Begräbnisstätte wurde Manuel Belgrano umgebettet, der zuvor im Habit des Dominikanerordens unter einer Platte im Eingang der Kirche begraben worden war. Er hatte hier die Klosterschule besucht. Ebenfalls im Kloster begraben sind die sterblichen Überreste der Eltern von General Belgrano für die großzügigen Spenden, mit denen sie die Kirche unterstützt hatten, sowie die sterblichen Überreste von General Antonio González Balcarce und Hilarión de la Quintana. Ein Grabstein erinnert an Martín de Álzaga.
1910 wurde die Kirche von Papst Pius X. in den Rang einer Basilica minor erhoben. Am 8. Oktober 1922 wurde das Bild Unserer Lieben Frau vom Rosenkranz mit einer großen Prozession gekrönt. Am 21. Mai 1942 wurden das Kloster und Kirche zum Nationalen historischen Monument erklärt.
Bei einem Brand 1955 wurden der Hauptaltar und die Mutin-Orgel zerstört. 1961 begannen die ein Restaurierungen.

## Beschreibung

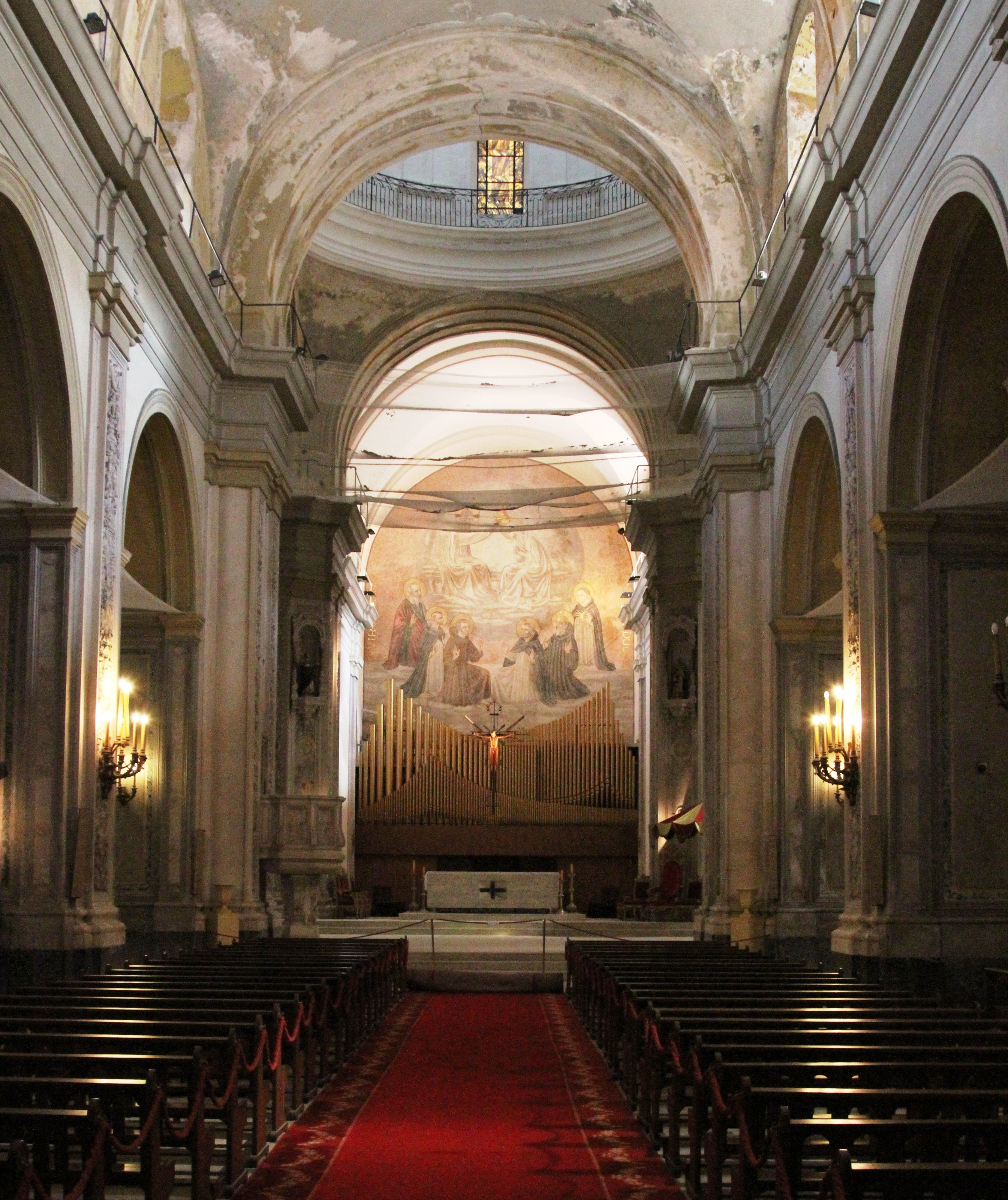
Innenraum

Die Basilika Unserer Lieben Frau vom Rosenkranz wurde im klassizistischen, basilikalen Stil mit drei Schiffen auf dem Grundriss eines lateinischen Kreuzes errichtet. Das Hauptschiff ist mit einem Tonnengewölbe bedeckt, über der Vierung erhebt sich eine Kuppel auf einem Tambour. Die Seitenschiffe sind mit Kuppelgewölben mit Deckenfenstern überspannt.
Im Atrium mit dem Mausoleum von Manuel Belgrano stechen die Gitterstäbe im spanischen Kolonialstil hervor, die auch am Eingang der Kirche verwendet wurden, der aus drei Bögen besteht, die zum Narthex führen. An den Seiten führen zwei weitere Türen, eine unter jedem Turm, zu den Seitenschiffen. Hinter dem Altar im östlichen Seitenschiff werden die Flaggen der besiegten englischen Bataillone gezeigt.
Die quadratischen Säulen im Inneren sind mit Reliefs verziert, das Hauptschiff war mit gemeißeltem Marmor verkleidet. Die Decken der Gewölbe sind in einem fortgeschrittenen Zustand des Verfalls, und um Unfälle durch Ablösen von Putz und Material zu vermeiden, wurde einige Meter darunter ein Netz gespannt.
Die Basilika hat zahlreiche Kapellen mit Heiligenbildern wie von Martin von Porres und mehrere Gedenktafeln zum Gedenken an Helden, die während der englischen Invasionen an der Verteidigung und Rückeroberung teilgenommen haben, wichtige Mitglieder des Ordens und berühmte Persönlichkeiten, die darin begraben sind.
Das Gebäude hatte zunächst eine in Frankreich vom Haus Mutin-Cavaillé-Coll gebaute Orgel. 1964 wurde von E. F. Walcker & Cie. die Orgel Opus 4477 im modernen Korpus mit 39 Registern hinter dem Altar errichtet.